# Gabrasowie
Gabrasowie (grec. Γαβρᾶς) – bizantyńska rodzina i dynastia pochodzenia ormiańskiego, książęta państwa Teodoro na Krymie w latach od około 1362 do 1475 roku.

## Historia
Ród był zapewne pochodzenia ormiańskiego. Był jedną z najbogatszych rodzin w Poncie, związani byli z Trapezuntem. Trapezunt w okresie rządów Komnenów (1081-1180) stał się w rzeczywistości lennem rodziny Gabrasów. Teodor Gabras i jego synowie: Grzegorz Gabras i Konstantyn Gabras pełnili funkcje duksów Trapezuntu. Jeden z członków rodu Ikhtiyar al-Din Hasan ibn Gabras był wielkim wezyrem Sułtanatu Seldżuków w Anatolii. Przypuszcza się, że w  XII wieku Gabrasowie zostali zesłani do Chersonezu na Krymie za udział w spisku przeciw cesarzowi. Po jakimś czasie udało im się opanować tron w Mangupie. Najstarsze wzmianki o księstwie Teodoro i jego ówczesnym władcy Demetriuszowi pochodzą z 1362 (inskrypcja) i z 1363, przy czym mówi się w nich o już istniejącym księstwie i biorącym udział w walkach, dlatego sam organizm państwowy musiał powstać trochę wcześniej. Panującą religią w ich państwie było prawosławie, językiem był język grecki, a początkowa nazwa to Teodoro-Mangup. Stefan Gabras w 1391 lub 1403 wyemigrował wraz z synem Grzegorzem do Moskwy. Tam obaj wstąpili do monasterów. Jego syn Grzegorz ufundował Monaster Simonowski w Moskwie. Rosyjska rodzina Gołowinów twierdziła, że wywodzi się od jego potomków. Pod koniec XIV w. wojska Tamerlana zniszczyły większość Krymu, w tym i Teodoro. W następnych latach jeden z czołowych władców w historii Teodoro, książę Aleksy I Gabras dokończył odbudowę zrujnowanego państwa i zaczął ekspansję terytorialną, co doprowadziło do wojen z genueńską wówczas Kaffą w okresie 1422-1424 i 1433-1441, toczonych ze zmiennym szczęściem i zakończonych bez istotnych nabytków lub strat terytorialnych obu stron. Pomiędzy władcami Teodoro a cesarzami Trapezuntu istniały ścisłe powiązania polityczne, religijne i małżeńskie. Córka Aleksego I Gabrasa - Maria z Gotii była pierwszą żoną ostatniego cesarza Trapezuntu Dawida II Wielkiego Komnena (1458-1461). Z kolei jej siostra - Maria z Mangup była drugą żoną hospodara Mołdawii Stefana III Wielkiego. Pod koniec maja 1475 na Krym przybyła armia i flota turecka, którą dowodził Gedik Ahmed Pasza. Turcy zdobyli Kaffę i inne włoskie posiadłości na Krymie, a następnie przez pół roku bez skutku oblegali Mangup. Dopiero w grudniu tego roku, oblegające wojska zdołały podstępem wedrzeć się do miasta, dokonać rzezi jego mieszkańców i zlikwidować zarówno panujący ród, jak i samo księstwo.

## Książęta Teodoro
- Demetriusz Gabras około 1362–1368
- Basilios Gabras
- Stefan Gabras ?–1402 (syn Basiliosa)
- Aleksy I Gabras 1402–1434 (syn Stefana)
- Aleksy II Gabras 1434–1444 (syn Aleksego I)
- Jan Gabras 1444–1460 (syn Aleksego I)
- ?  1460-1471
- Izaak Gabras 1471–1474 (syn Aleksego I)
- Aleksander Gabras 1474- grudzień 1475 (syn Aleksego II)